# S. S. Van Dine

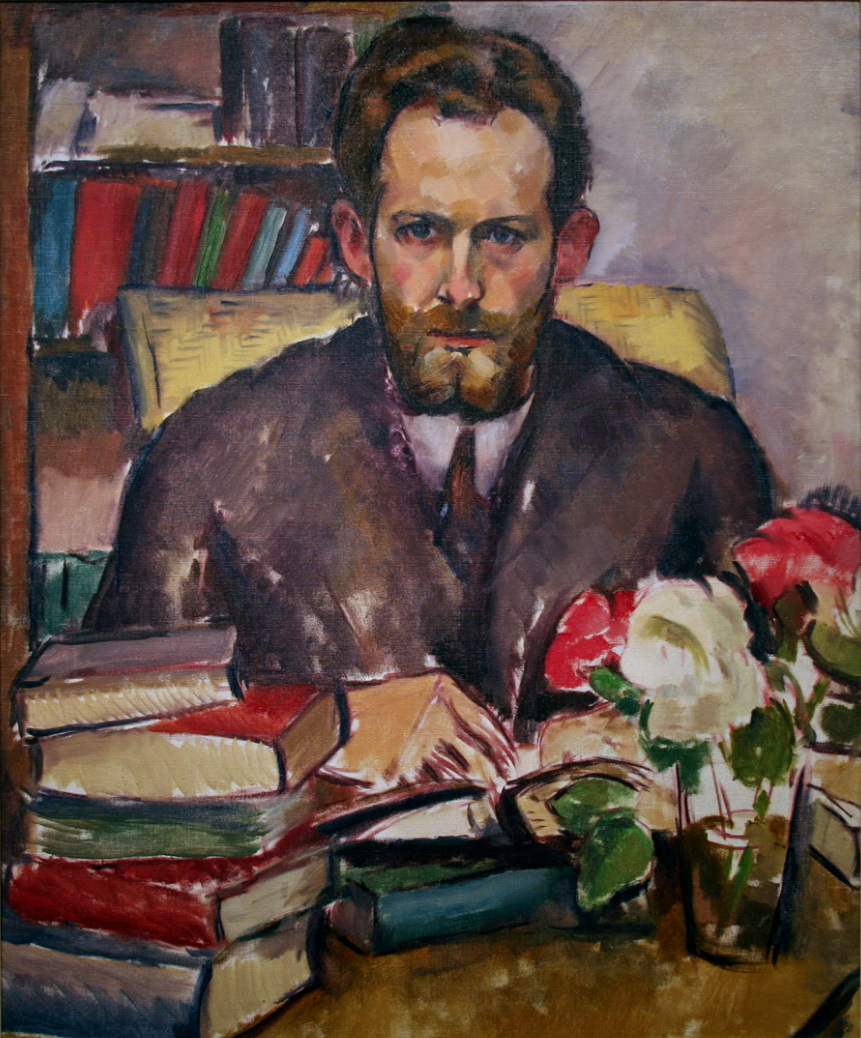
Porträt des Schriftstellers Willard Huntington Wright (Detektivautor S. S. Van Dine) gemalt von seinem Bruder Stanton Macdonald-Wright, 1913–14

S. S. Van Dine (* 15. Oktober 1888 in Charlottesville, Virginia; † 11. April 1939 in New York; eigentlich Willard Huntington Wright) war ein amerikanischer Schriftsteller und Kunstkritiker.
Er schuf den fiktiven Detektiv Philo Vance. Diese Figur erschien zum ersten Mal in den 1920er Jahren in Büchern, und danach in Radiosendungen. Heute sind Van Dine und Vance etwas in Vergessenheit geraten.

## Leben
Wrights Eltern waren Archibald Davenport Wright und Annie Van Vranken Wright, die aus alten, angesehenen amerikanischen Familien stammten. Willard besuchte das St. Vincent College, das Pomona College und Harvard. Er studierte auch Kunst in München und Paris; nach dieser Lehrzeit bekam er eine Stelle als Literatur- und Kunstkritiker bei der Los Angeles Times. Der literarische Naturalismus prägte Wrights Karriere in den frühen Jahren (ca. 1910–1919). Er schrieb einen Roman und einige Kurzgeschichten. Als Redakteur einer Zeitschrift, The Smart Set, veröffentlichte er ähnliche Stücke von anderen Autoren.
1907 heiratete er Katherine Belle Boynton aus Seattle, Washington. Im Oktober 1930 heiratete er zum zweiten Mal, Eleanor Rulapuagh. Sie war eine Porträtkünstlerin mit dem Künstlernamen Claire De Lisle.
Wright gab die Zeitschrift The Smart Set (1912–1914) heraus, die in New York veröffentlicht wurde. Er schrieb auch als Journalist und Kritiker weiter, bis er sich 1923 überarbeitete und erkrankte. Wegen einer unspezifizierten Herzkrankheit befahl Wrights Arzt ihm, im Bett zu bleiben. Heute weiß man, dass diese Behandlung falsch war. Dieser Zustand dauerte länger als zwei Jahre und war für Wright eine große seelische Belastung. Er begann tausende Bände von Detektivgeschichten zu sammeln. 1926 veröffentlichte er den ersten Roman unter dem Pseudonym S.S. Van Dine, The Benson Murder Case. Wright nahm sein Pseudonym aus zwei Quellen: die erste davon war ein alter Familienname, „Van Dyne“; die zweite war die englische Abkürzung für Dampfschiffe, „Steam Ship“.
"Van" ist der dritte Vorname (nach den beiden S. S.) des Pseudonyms – und entspricht nicht dem Adelsprädikat "Van". In den Romanen hat der Detektiv Philo Vance einen Helfer, der auch alle Geschichten für die Nachwelt festgehalten hat: Van Dine. Er wird häufig von Vance mit seinem Vornamen angesprochen: Van.
Während der folgenden zwölf Jahre schrieb Wright elf Detektivromane um die Hauptperson Philo Vance.
Es war Van Dines Absicht, das Genre des Detektivromans von seinem schlechten Ruf unter Kritikern zu „retten“ und in eine Form von Hochkultur zu verwandeln. Philo Vance war dementsprechend ein Ästhet, etwas affektiert und gekünstelt. Er war sehr reich und wohnte in einem eleganten Brownstone oder Stadthaus in New York City. Da er finanziell unabhängig war, musste die Polizei ihn immer anflehen, ihre schwierigsten Fälle zu lösen. Philo Vance sprach meist von Literatur und Musik und rauchte teure Zigaretten. Seine Art zu reden erinnerte an die Eliten der 1930er. 
Die Figur Philo Vance war realitätsfern, denn die meisten Menschen waren damals sehr arm. Genau aus diesem Grund wurde Philo Vance während der Weltwirtschaftskrise paradoxerweise sehr erfolgreich. Viele Menschen wollten in dieser Ära der unangenehmen Realität entfliehen, wenn sie konnten.
Dank seines Erfolgs wurde Wright selbst sehr wohlhabend. Er zog in ein teures Penthouse um und gab gerne sein Geld aus. Sein Lebensstil ähnelte demjenigen von Philo Vance. Wright wurde auch Cannabis-süchtig. Er starb am 11. April 1939 in New York.
Neben seiner erfolgreichen Tätigkeit als Kriminalautor schrieb Wright eine ausführliche Einführung sowie Notizen für eine Anthologie, The World’s Great Detective Stories (1928), die noch heute von Kritikern des Genres als wichtig erachtet werden. Obwohl sein Essay heute teilweise überholt ist, bleibt es ein kritischer Schwerpunkt für das Genre. Wright verfasste 20 Regeln, denen jede gute Detektivgeschichte gehorchen sollte. Ein Kriminalroman sollte zum Beispiel nur von Mordfällen handeln, ansonsten sei das Ganze eine Zeitverschwendung. 
Am Anfang der 1930er schrieb Wright auch eine Serie von Kurzgeschichten für Warner Brothers. Diese Geschichten bildeten die Basis für zwölf Kurzfilme. Jeder davon war etwa 20 Minuten lang. Sie wurden gegen 1930 herausgegeben. Besonders erwähnenswert ist The Skull Murder Mystery, der Wrights intensiven Handlungsaufbau darstellte. Dieser Film ist bemerkenswert, weil er chinesische Figuren in unrassistischer Weise zeigte. Keins dieser Drehbücher ist indes je veröffentlicht worden. Es ist zweifelhaft, ob sie heute noch existieren. 
In den 1930er Jahren waren Kurzfilme besonders beliebt. Hollywood drehte Hunderte davon. Mit einigen Ausnahmen sind sie heute vergessen, selbst Nachschlagewerke erwähnen sie nicht.

## Publikationen (Auswahl)
- Der Fall der Margaret Odell. Berlin: Ullstein, 1931.

- Der Tod im Kasino. Goldmanns Kriminal-Romane. München: W. Goldmann Verlag, 1951.
- Der Drachenteich. Goldmanns Kriminal-Romane. München: W. Goldmann Vlg., 1951.
  - Mordakte Drachensee – Ein klass. Kriminalroman. Dt. Übers. von Leni Sobez. Hrsg. von Egon Flörchinger. München: Heyne, 1973.
  - Der Mordfall Drache – DuMonts Kriminal-Bibliothek. Köln: DuMont Verlag, 2003.
- Der Mordfall Canary. Aus dem Amerikan. von Manfred Allié. Ostfildern: DuMont Reiseverlag, 2002.
- Mordakte Greene. Dt. Übers. von Leni Sobez. Hrsg. von Egon Flörchinger. München: Heyne, 1975.
- Mordakte Bischof. Dt. Übers. von Marfa Berger. München: Wilhelm Heyne Verlag, 1972.
- Mordakte Scotchterrier. Ein klassischer Kriminalroman. Deutsch von Leni Sobez. München; Heyne, 1976.
- Der Mordfall Benson. Köln: Dumont, 2000.

## Filmadaptionen
William Powell spielte den Detektiv Philo Vance in vier Filmen. 1929 entstanden Die Stimme aus dem Jenseits (The Canary Murder Case) von Malcolm St. Clair und „Das Haus des Schreckens“ (The Greene Murder Case) von Frank Tuttle. 1930 folgte „Der Schuß aus dem Dunkel“ (The Benson Murder Case) wiederum von Frank Tuttle, und 1933 The Kennel Murder Case. Letzterer wurde von Michael Curtiz inszeniert.